# Munidopsis kareenae
Munidopsis kareenae is een tienpotigensoort uit de familie van de Munidopsidae. De wetenschappelijke naam van de soort is voor het eerst geldig gepubliceerd in 2013 door Ahyong.